# Marché international des professionnels de l'immobilier

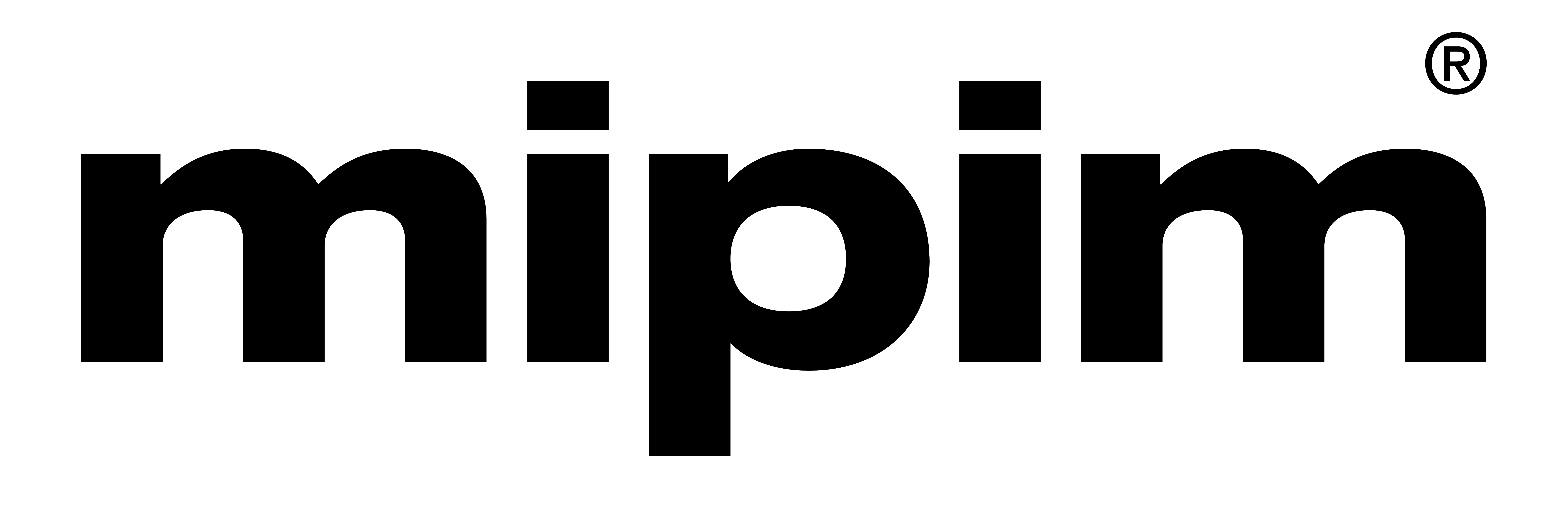
Logo MIPIM

Le Marché international des professionnels de l’immobilier (MIPIM) est le plus grand évènement mondial de l'immobilier et de la ville. Il se déroule chaque année pendant le mois de mars au Palais des Festivals, à Cannes.
Il réunit, selon le site de l'organisateur, 20 000 participants de 90 pays différents.
Le MIPIM propose presque 20 000 m² de zones d'exposition, au sein du Palais des Festivals et à l'extérieur le long de la plage. Il inclut également un programme de conférences et de nombreux évènements de networking. Enfin, des MIPIM Awards y sont décernés dans plusieurs catégories de projets architecturaux.

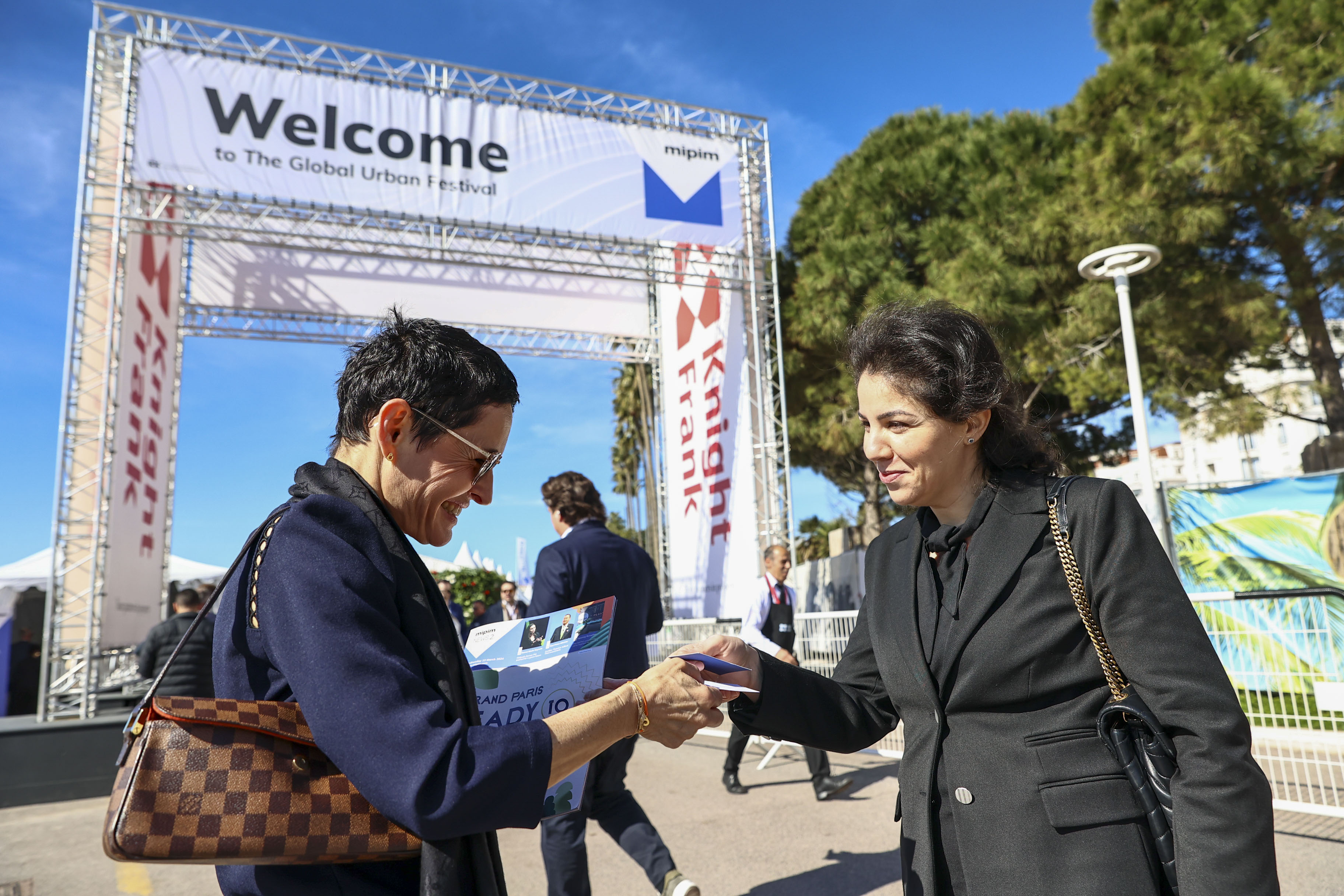

## Prix

### Prix du public
- 2015 : La Seine musicale, architectes Shigeru Ban et Jean de Gastines